# Spilogona maculipennis
Spilogona maculipennis este o specie de muște din genul Spilogona, familia Muscidae. A fost descrisă pentru prima dată de Frederick Wollaston Hutton în anul 1901. Conform Catalogue of Life specia Spilogona maculipennis nu are subspecii cunoscute.